# Paulina Smaszcz
Paulina Maria Smaszcz (ur. 8 lutego 1973 w Poznaniu) – polska dziennikarka i prezenterka, menedżerka projektów public relations.

## Rodzina i edukacja
Jest córką Leszka i Zofii Smaszczów. Jej ojciec był wytwórcą trumien, a matka pracowała na oddziale okulistycznym w jednym z poznańskich szpitali. Ma starszego o trzy lata brata, Piotra. Wychowała się na poznańskich Jeżycach.
Uczyła się w Szkole Podstawowej nr 36 na poznańskich Jeżycach i III Liceum Ogólnokształcącym im. św. Jana Kantego w Poznaniu. Rozpoczęła studia z filologii polskiej (specjalność dziennikarstwo i nauczycielstwo) na Uniwersytecie im. Adama Mickiewicza w Poznaniu, a kontynuowała na Uniwersytecie Warszawskim, kończąc je w 1997. W 2015 podjęła studia doktoranckie na Wydziale Nauk Humanistycznych i Społecznych na Uniwersytecie SWPS w Warszawie. Obroniła doktorat z nauk humanistycznych w dziedzinie socjologii na Uniwersytecie SWPS, a tematem jej pracy doktorskiej są polskie kobiety w połowie biegu życia u schyłku transformacji systemowej i ich niewykorzystany kapitał ekonomiczny.

## Kariera zawodowa

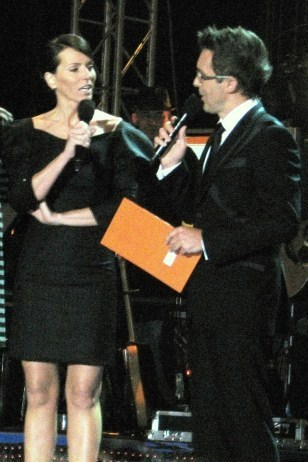
Smaszcz i Maciej Kurzajewski podczas koncertu inaugurującego ofertę ramówkową Telewizji Polskiej w Warszawie (2009)

W okresie licealnym pracowała jako hostessa, a następnie jako szefowa hostess na Międzynarodowych Targach Poznańskich. Została tam dostrzeżona przez właścicielki agencji modelek „Skandal”, w której rozpoczęła pracę w charakterze modelki. Działalność w branży mody zakończyła, będąc na drugim roku studiów.
Prowadząc cykl wywiadów podczas Międzynarodowych Targów Poznańskich w 1993, została dostrzeżona przez Małgorzatę Potocką i Grzegorza Ciechowskiego, którzy zaproponowali jej poprowadzenie koncertu „Debiutów” w ramach 30. Międzynarodowego Festiwalu Piosenki w Sopocie. Następnie zwyciężyła w konkursie prezenterów do oprawy TVP1. Pracowała również w redakcjach stacji telewizyjnych: Nasza TV, Wizja TV i Wizja Sport i TVN Style. W 2008 wydała książkę pt. „Mama i tata to my”. We wrześniu 2010, pracując w redakcji porannego programu TVP2 Pytanie na śniadanie, została zawieszona w obowiązkach za naruszenie zasad etyki dziennikarskiej TVP poprzez udział w kampanii reklamowej marki biżuteryjnej Claudio Canziana. W późniejszych latach reklamowała także producenta perfum Elie Saab i klinikę medycyny estetycznej Estell.
Karierę biznesową rozpoczęła w warszawskiej siedzibie PZU S.A, w której pracowała na stanowisku specjalisty ds. reklamy. Następnie pełniła funkcję szefowej działu PR, komunikacji i marketingu oraz rzeczniczki prasowej polskiego oddziału firm: Idea/Orange, Red Bull, Onet.pl, Microsoft, Bayer sp. z o.o., Canal+/nc+ i JLL Polska. Była menedżerką trenerki fitnessu Sylwii Wiesenberg. Prowadziła programy na żywo o tematyce zdrowotnej dla Wirtualnej Polski.
Była ambasadorką fundacji „Oswoić los” i Narodowego Dnia Życia oraz kampanii społecznej „Dotykam = Wygrywam”. W 2019 założyła firmę „Brand New”. W 2021 wydała książkę pt. „Bądź kobietą petardą! Jak zająć się sobą i żyć świadomie”. Prowadzi szkolenia o samoświadomości dla kobiet biznesu, kobiet powracających na rynek pracy i kobiet w kryzysie. W czerwcu 2023 wystąpiła w filmie dokumentalnym Patryka Boro Hejting – Epidemia nienawiści, w którym opowiedziała m.in. o mierzeniu się z internetową krytyką po serii wywiadów udzielonych przez nią po rozwodzie z Maciejem Kurzajewskim. W 2024 wzięła udział w drugiej edycji programu Królowa przetrwania w TVN 7.

## Życie prywatne
W styczniu 1996 w Zakopanem poznała Macieja Kurzajewskiego, którego poślubiła 15 września tego samego roku i z którym w 2020 się rozwiodła. Mają dwóch synów, Franciszka (ur. 1997) i Juliana (ur. 2006).
Mierzyła się z depresją.